# Clint Robinson
Pour les articles homonymes, voir Clint Robinson (baseball) et Robinson.
Clint Robinson (né le 27 juillet 1972 à Brisbane (Australie)) est un kayakiste australien pratiquant la course en ligne.
Il a remporté trois médailles aux Jeux olympiques (or aux Jeux olympiques d'été de 1992, argent aux Jeux olympiques d'été de 2004 et bronze aux Jeux olympiques d'été de 1996).